# 三輪 (長野市)
三輪（みわ）は、長野県長野市の市街地北東部にある地域。主に住宅密集地が広がっており、人口密度は都市部に匹敵する(さいたま市や神奈川県茅ヶ崎市などと同等)。
1. 【最狭義】三輪一 - 十丁目の範囲。長野市役所三輪支所管内。
2. 【狭義】1.に大字三輪（荒屋・三輪田町）および1937年（昭和12年）に大字三輪から分かれた柳町を加えた区域。
3. 【広義】2.に桐原・中越・上松および西和田の一部を加えた区域。旧・上水内郡三輪村域。

本項では2.を中心に、かつて3.の区域に所在した上水内郡三輪村（みわむら）についても述べる。
なお、2.のうち三輪一 - 十丁目（住居表示実施地区）は三輪支所、荒屋は古牧支所、三輪田町は（本庁）第二地区、柳町は（本庁）第三地区の管内である。郵便番号は三輪・荒屋・三輪田町にそれぞれ個別に設定されている。また、3.のうち桐原・中越は吉田支所、上松は（本庁）第二地区、西和田は古牧支所の管内である。

## 概要
地区の中央部を長野電鉄長野線と旧北国街道（相ノ木通り）が並行して東西に横切り、ほぼ中心に本郷駅（三輪三丁目）、西端に善光寺下駅（三輪七丁目）がある。南縁にはしなの鉄道北しなの線・北陸新幹線が通るが、駅はない。周囲は以下の地区と接する。
ほぼ全域が、市街地外縁の住宅密集地となっている。
古代の善光寺平の開拓・開発にあたったのが三輪氏であると伝えられている。三輪氏は奈良県の大神（おおみわ）神社を祖神として祀る日本古代の名族であり、国内各地にその痕跡を残しているが、美和神社はそのひとつである。
861年（貞観3年）美和神社の相殿の祭神・国業比売神に五位下が贈られたとあり、貞観8年にも「三和」の記述がある（『日本三大実録』）ことから、古くから美和神社の存在は全国に知られていたことがわかる。10世紀に成立した『延喜式』神名帳には、水内郡9社の筆頭に列せられている。このように由緒ある美和神社が鎮座している村ということで、「三輪村」と命名された。
近代は北国街道沿いを中心に発展してきたが、戦後はSBC通り沿い・北長野通り沿いなどが発展している。

## 沿革
現在の三輪地区は、水内郡三輪村・宇木村、同郡古野村の一部、同郡古牧村の一部にあたる。
旧・三輪村の歴史
- 平安時代 - 901年成立の『日本三代実録』の861年（貞観3年）、貞観8年の部分に美和神社・三和などの記述がうかがえる[2]
- 鎌倉時代 - 「三和条」の名が見える。条里制的地割りが形作られる
- 江戸時代 - 三輪地区は松代領だった[3]
- 1871年（明治4年） - 廃藩置県で松代県へ[3]
- 1872年（明治5年） - 長野県が戸籍区を改正。中越村は第53区、上松村・三輪村・上宇木村・下宇木村・﨤目村・桐原村は第54区へ[3]
- 1873年（明治6年）8月 - 円通寺内に洗心学校（長野市立三輪小学校の前身）が開校
- 1874年（明治7年） - 大・小区制の施行。三輪地区の桐原村・﨤目村・中越村・太田村・押鐘村・上宇木村・下宇木村は第22大区の第6小区へ。三輪村・上松村はそれぞれ同大区の第7小区に属することになった。上宇木村と下宇木村は合併して宇木村に、﨤目村と桐原村が合併して古野村に、中越村は大田村などとともに吉田村に入った[3]。
- 1889年（明治22年）4月1日 - 三輪（荒屋・橋場・田町を除く）・中越・上松・宇木・古野の5ヵ村が合併し、三輪村が誕生[4]。

長野市三輪の歴史
- 1923年（大正12年）7月1日 - 上水内郡三輪村、同郡吉田町・芹田村・古牧村とともに長野市に編入合併。旧三輪村域と古牧村荒屋区は大字三輪、旧中越村域は大字中越（現 中越一・二丁目）、旧上松村域は大字上松（現 大半が上松一〜五丁目）、旧宇木村域は大字宇木（現 三輪九・十丁目ほか）、旧古野村域は大字古野（現 三輪二丁目ほか（﨤目区）・桐原一・二丁目・西和田二丁目）となる
- 1926年（大正15年）6月28日 - 長野電気鉄道（現 長野電鉄）長野線が開通。大字三輪（現 三輪七丁目）に善光寺下駅、大字宇木（現 三輪三丁目）に本郷駅が置かれる。
- 1930年（昭和5年）4月1日 - 大字三輪柳町に、柳町尋常高等小学校（現 長野市立柳町中学校）が開校
- 1931年（昭和6年） - 長野県女子専門学校（長野県短期大学の前身）、箱清水の長野県長野高等女学校（長野県長野西高等学校の前身）内から大字宇木（現 三輪八丁目）の現在地に移転
- 1937年（昭和12年）5月24日 - 町名整理。大字三輪および大字鶴賀などの一部から分かれて、柳町が発足
- 1955年（昭和30年）4月1日 - 大字三輪（現 三輪六丁目）に長野市立城東小学校が開校
- 1957年（昭和32年） - 長野女子高等学校、妻科から大字宇木（現 三輪九丁目）の現在地に移転
- 1967年（昭和42年）4月1日 - 大字宇木（現 三輪九丁目）に長野女子短期大学が開学
- 1971年（昭和46年）10月1日 - 上松とともに住居表示実施。吉田に次いで市内2番目。大字三輪の大部分と大字宇木、大字古野の﨤目地区が三輪一～十丁目となる
- 1975年（昭和50年）
  - この年 - 三輪九丁目に、ジャスコ長野店が開店。その後2007年（平成19年）1月10日に一旦閉店したのち、2014年（平成26年）3月7日にイオンタウン長野三輪として同地で再開
  - 2月7日 - 長野中央警察署、権堂町から三輪一丁目の現在地に移転
- 2007年（平成19年）4月1日 - 長野市役所三輪連絡所が、三輪支所となる。三輪一〜十丁目の大部分を所管

## 三輪（住居表示実施地区）

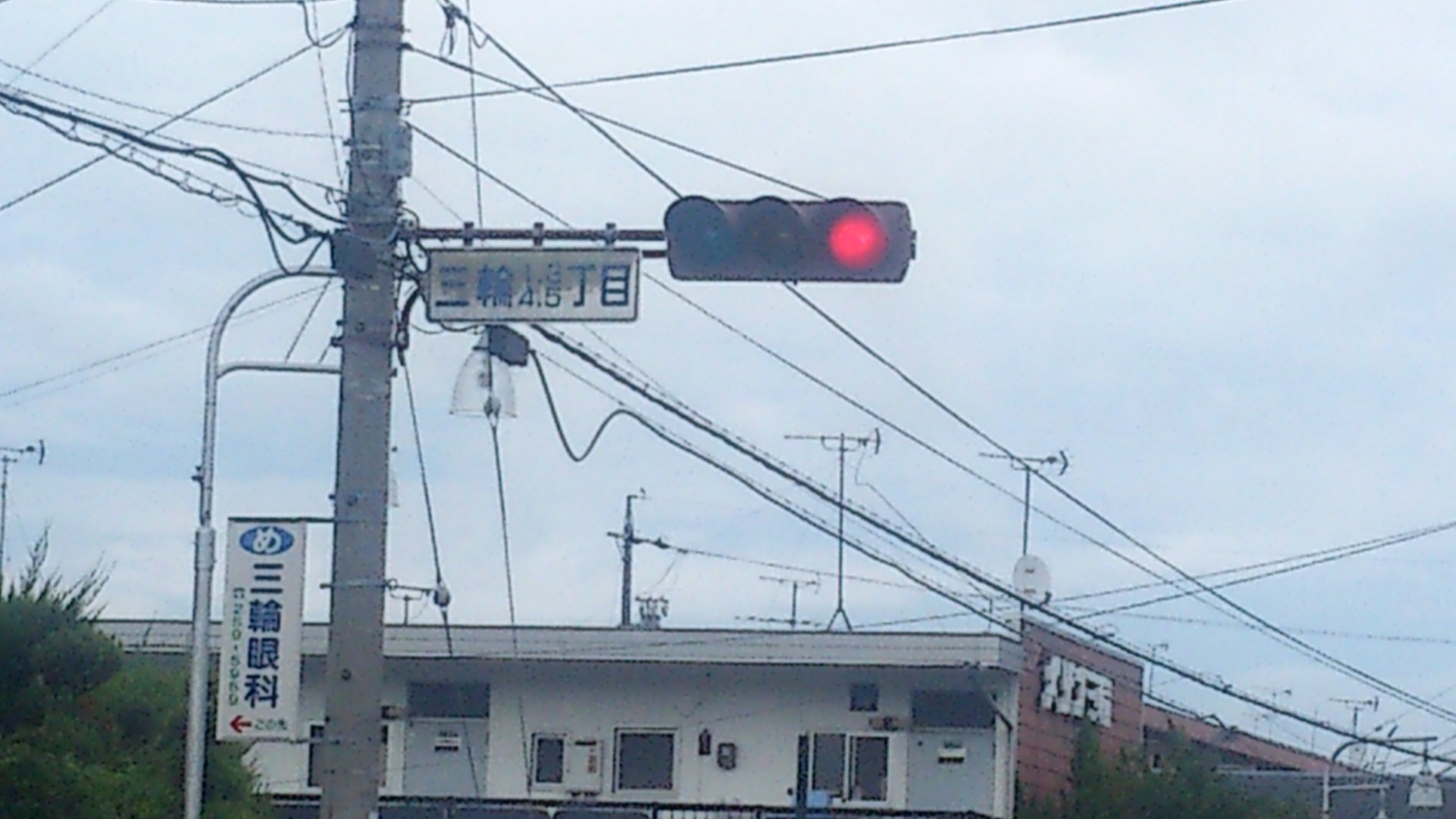
三輪1・3・4・5丁目交差点。信号機横の交差点名標識が、独特の表記となっている。

三輪一・二・三・四・五・六・七・八・九・十丁目（みわ-）は、長野市街地の北東に広がる地区。郵便番号は380-0803。
地区の西縁を長野大通りが南北に通り、東南縁をしなの鉄道北しなの線・北陸新幹線と北長野通りが並行して走る。中央部には長野電鉄長野線と相ノ木通り（北国街道）が並行して東西に横切り、三輪通りが南北に貫く。北部（三輪十丁目付近）にはSBC通り、南部（三輪六丁目付近）には城東小学校通りが東西に横切る。なお、三輪通りと城東小学校通りとの交差点は一丁目・三丁目・四丁目・五丁目との境界にあたるため「三輪1・3・4・5丁目」という交差点名となっており、信号機には「1・3・4・5」の部分のみ他の字の四分の一の大きさで2行に分けて（田の字型に）書かれた珍しい標識が設置されている。周囲は以下の町丁と接する。
一丁目〜六丁目・八丁目・九丁目は、市街地にほど近い古くからの住宅街である。地区内に県営（一部市営）柳町団地（三輪五丁目）・市営返目団地（三輪二丁目）・市営宇木団地（三輪九丁目）があり、特に柳町団地は長野県内最大級の大規模団地である。
八丁目の中でも旧北国街道（相ノ木通り）沿いや、長野大通りを隔てて西側の七丁目はやや趣を異にして、善光寺東参道の入口となる静かな町である。旧北国街道の細い道沿いに古い商店が軒を連ね、善光寺七院の一つである三輪山時丸寺（三輪八丁目）や善光寺七社の一つである美和神社（三輪八丁目）などがあり、歴史を感じさせる。七丁目の旧町名である淀ヶ橋（よどがばし）は、かつてこの地にあった善光寺七橋の一つ「淀ヶ橋」に由来する。

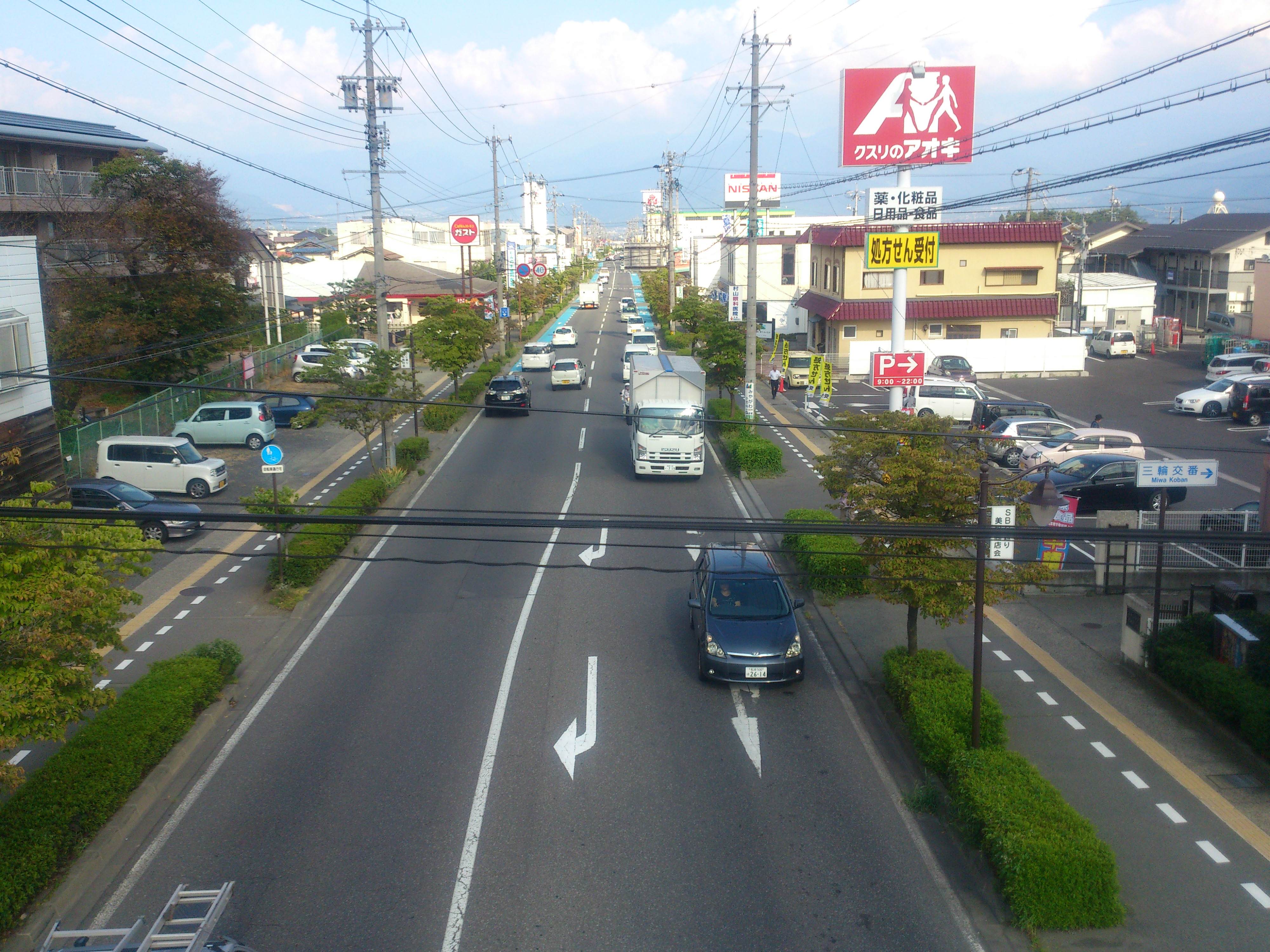
SBC通り。通りの左側が三輪十丁目、右側が三輪九丁目。

九丁目北部と十丁目南部には、SBC通りに沿って商業施設が立ち並ぶ。1975年（昭和50年）以来長年地域の核として親しまれてきたジャスコ長野店（三輪九丁目）は、老朽化による改築のため2007年（平成19年）に閉店・解体。その後建築資材の高騰によって着工が延期されたものの、2014年（平成26年）にイオンタウン長野三輪として再開業した。この付近の旧町名である宇木（うき、うぎ）は、かつてこの地にあった宇木氏（のち、宇岐氏）の居館「宇木城」（三輪十丁目）に由来する。旧宇木村は現在の宇木地区の範囲よりも広く、浅川東条の浅川に架かる橋には「宇木大橋」（長野県道506号戸隠高原浅川線旧道）と名が付いている。
地区内の人口及び世帯数は以下の通り（令和5年3月1日現在）。
|            | 世帯数    | 人口     |
| ---------- | --------- | -------- |
| 三輪一丁目 | 499世帯   | 1,043人  |
| 三輪二丁目 | 863世帯   | 1,747人  |
| 三輪三丁目 | 540世帯   | 1,056人  |
| 三輪四丁目 | 500世帯   | 1,067人  |
| 三輪五丁目 | 1,164世帯 | 2,165人  |
| 三輪六丁目 | 937世帯   | 1,929人  |
| 三輪七丁目 | 169世帯   | 297人    |
| 三輪八丁目 | 1,160世帯 | 2,411人  |
| 三輪九丁目 | 1,464世帯 | 2,868人  |
| 三輪十丁目 | 567世帯   | 1,185人  |
|            |           |          |
| 計         | 7,863世帯 | 15,768人 |

### 旧町名
三輪地区は、1971年（昭和46年）に（吉田一〜五丁目に次いで）長野市内で2番目に住居表示が実施された。住居表示実施前の町名と現在の町丁名は、概ね以下のとおりである。
| 旧町名               | 現在の町丁名                                                   |
| -------------------- | -------------------------------------------------------------- |
| 﨤目（そりめ）       | 三輪二丁目 および 三輪一・三・九丁目の各一部、桐原一丁目の一部 |
| 泉町（いずみちょう） | 三輪二丁目                                                     |
| 本郷（ほんごう）     | 三輪三丁目 および 三輪一・二・四・五・八・九丁目の各一部       |
| 城東（じょうとう）   | 三輪四丁目                                                     |
| 四ツ石（よついし）   | 三輪五丁目                                                     |
| 横山（よこやま）     | 三輪六丁目 および 三輪七・八丁目の各一部、箱清水一丁目の一部   |
| 淀ヶ橋（よどがばし） | 三輪七丁目 および 大字三輪の一部                               |
| 相ノ木（あいのき）   | 三輪八丁目 および 三輪九丁目の一部                             |
| 下宇木（しもうき）   | 三輪九丁目 および 三輪八丁目の一部                             |
| 上宇木（かみうき）   | 三輪十丁目 および 三輪八・九丁目の各一部、上松四丁目の一部     |

### 交通

#### 鉄道
長野電鉄の善光寺下駅（三輪七丁目）・本郷駅（三輪三丁目）があり、以下の路線が利用できる。
- 長野電鉄
  - ■長野線

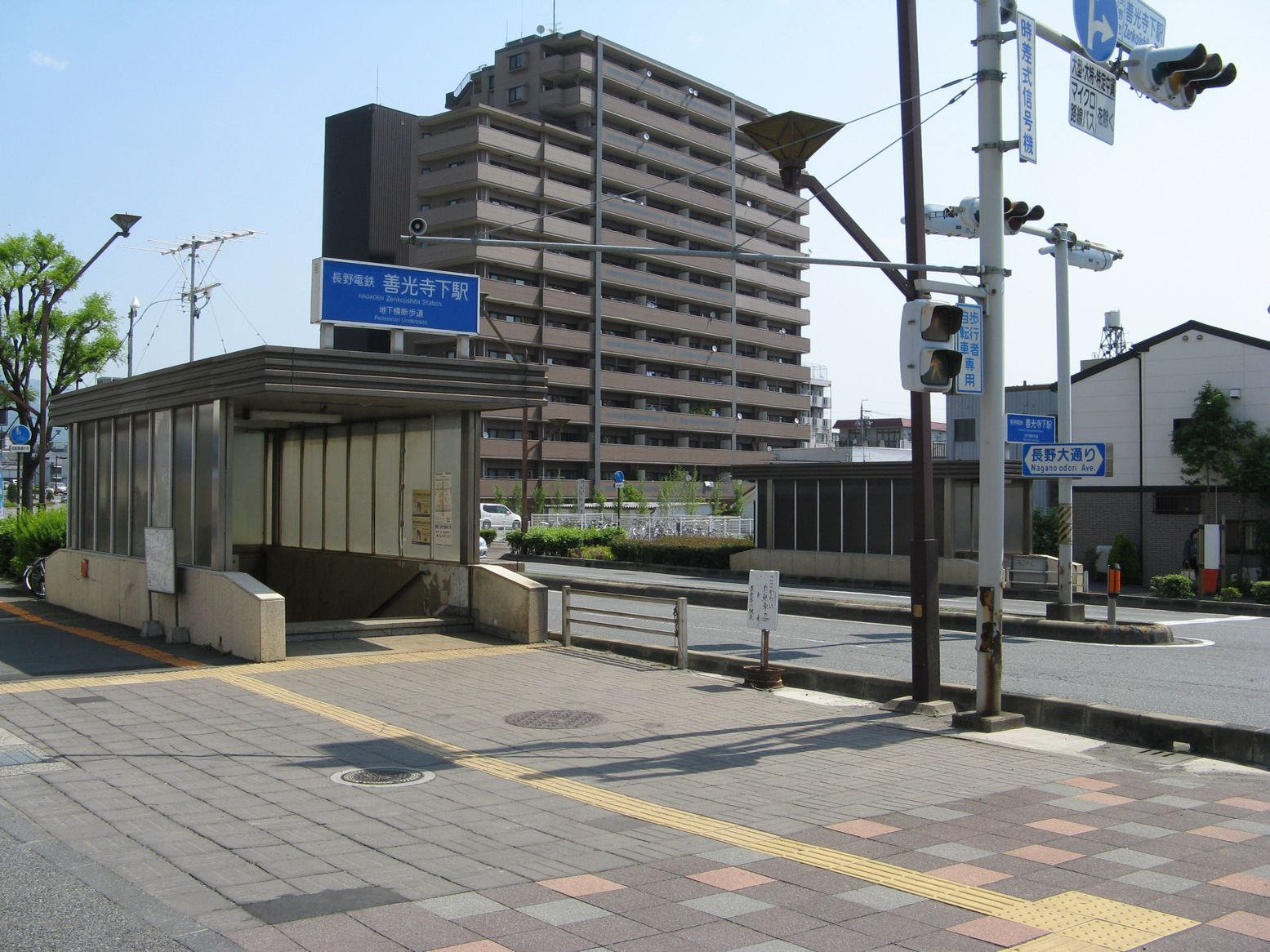
長野電鉄善光寺下駅（三輪七丁目）
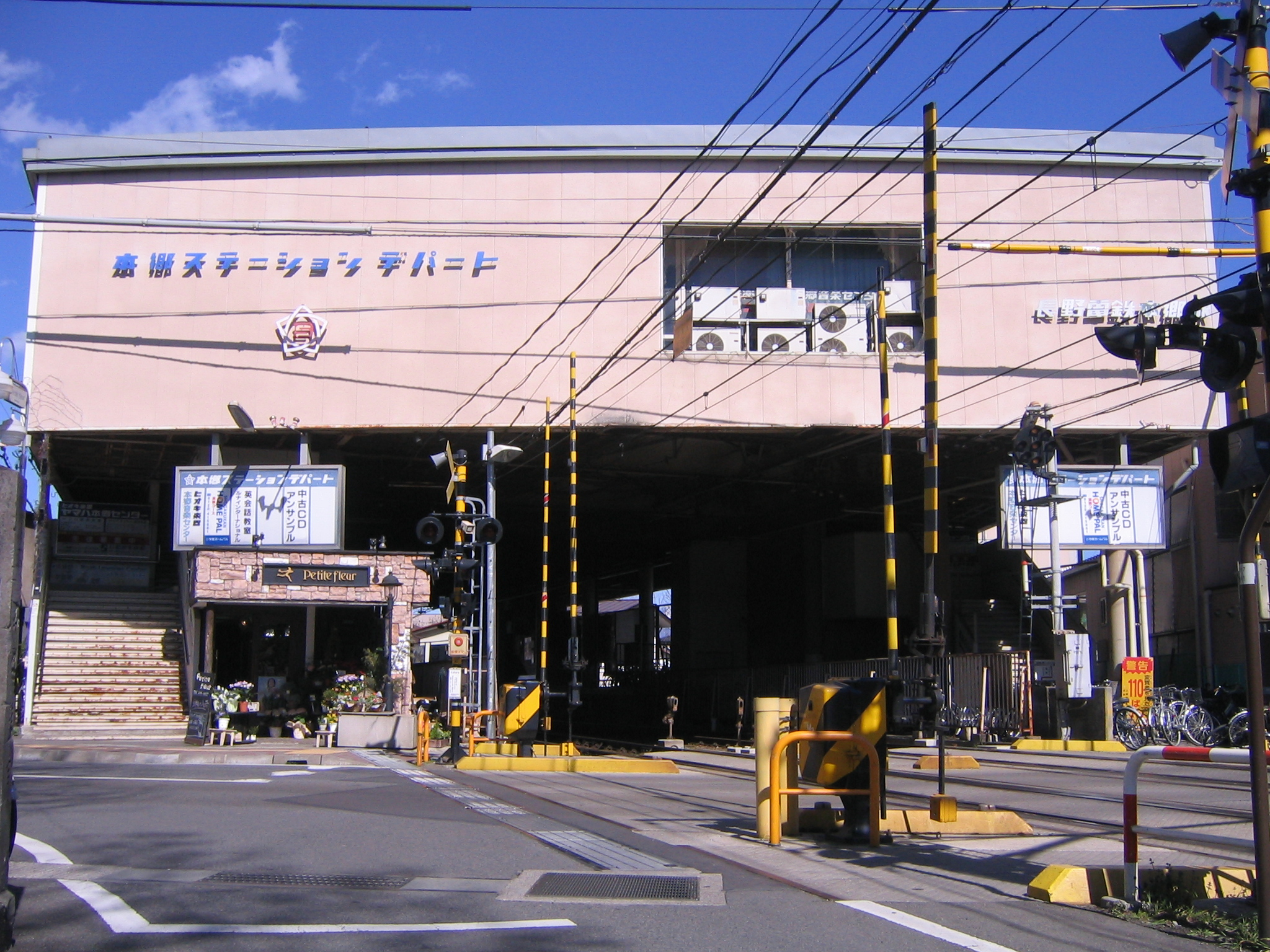
長野電鉄本郷駅（三輪三丁目）

#### 路線バス

##### 長野大通り
長野大通りでは、長電バスの以下の路線系統が利用できる。
- 長電バス
  - 55 長野駅 - 宇木 - 牟礼（善光寺下駅前停留所のみ）
  - 61 長野駅 - 宇木 - 浅川西条
  - 62 長野駅 - 宇木 - 東長野病院
  - 63 長野駅 - 宇木 - 三才駅 - 柳原
  - 64 長野駅 - 檀田 - 三才駅 - 柳原

##### SBC通り
長野大通り・SBC通りでは、長電バス・アルピコ交通の以下の路線系統が利用できる。
- 長電バス
  - 55 長野駅 - 宇木 - 牟礼
  - 61 長野駅 - 宇木 - 浅川西条
  - 62 長野駅 - 宇木 - 東長野病院
  - 63 長野駅 - 宇木 - 三才駅 - 柳原
- アルピコ交通（川中島バス）
  - 11/21 大塚南・松岡 - 長野駅 - 宇木

##### 城東小学校通り〜三輪通り
城東小学校通り・三輪通りでは、長電バスの以下の路線系統が利用できる。
- 長電バス
  - 55 長野駅 - 宇木 - 牟礼

##### 北長野通り
北長野通りでは、長電バスの以下の路線系統が利用できる。
- 長電バス
  - 52 長野駅 - 運動公園東

##### 北部幹線
北部幹線では、長電バスの以下の路線系統が利用できる。
- 長電バス
  - 64 長野駅 - 檀田 - 三才駅 - 柳原

### 施設

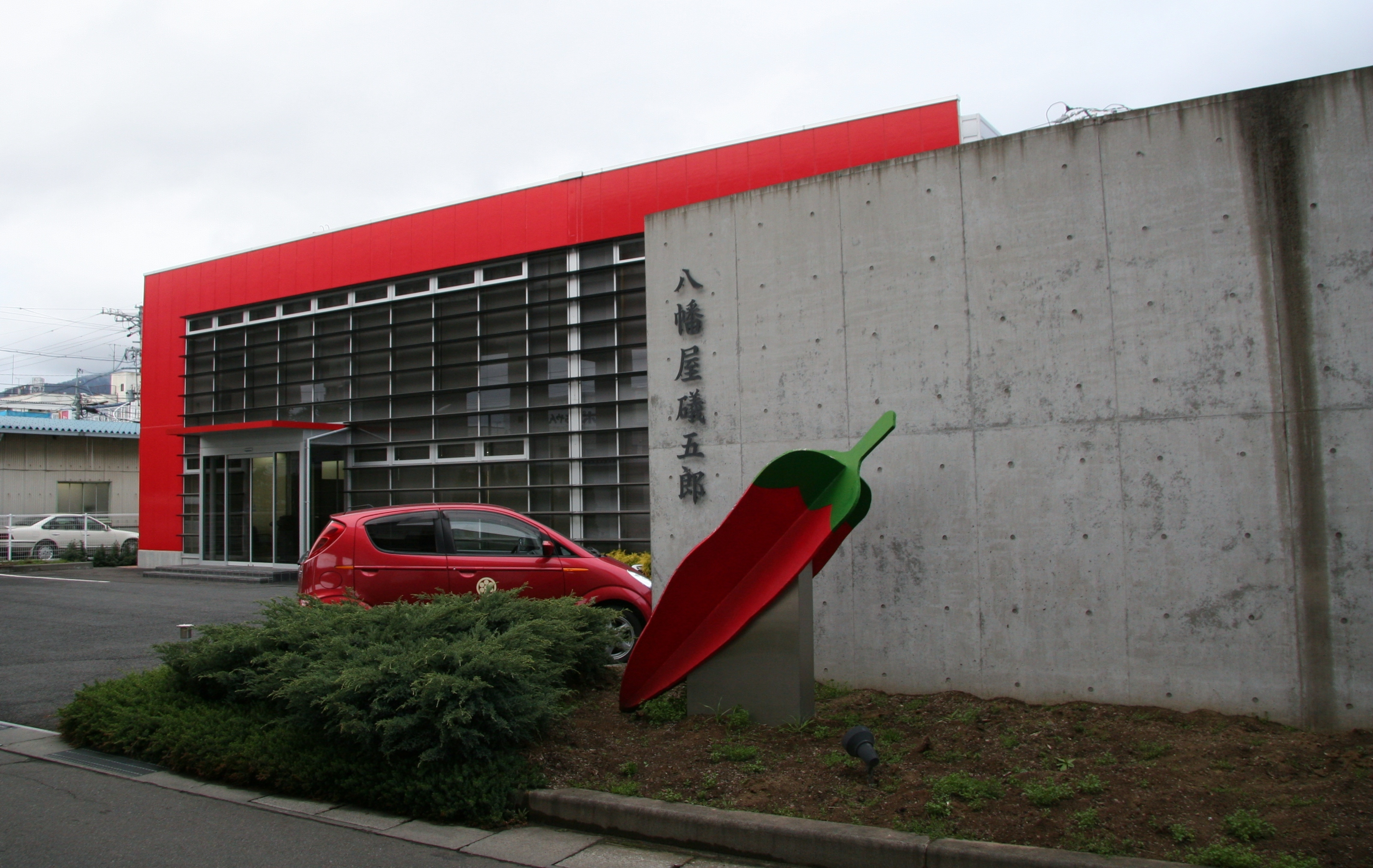
八幡屋礒五郎 本社・工場

#### 三輪一丁目
- 長野市立柳町保育園

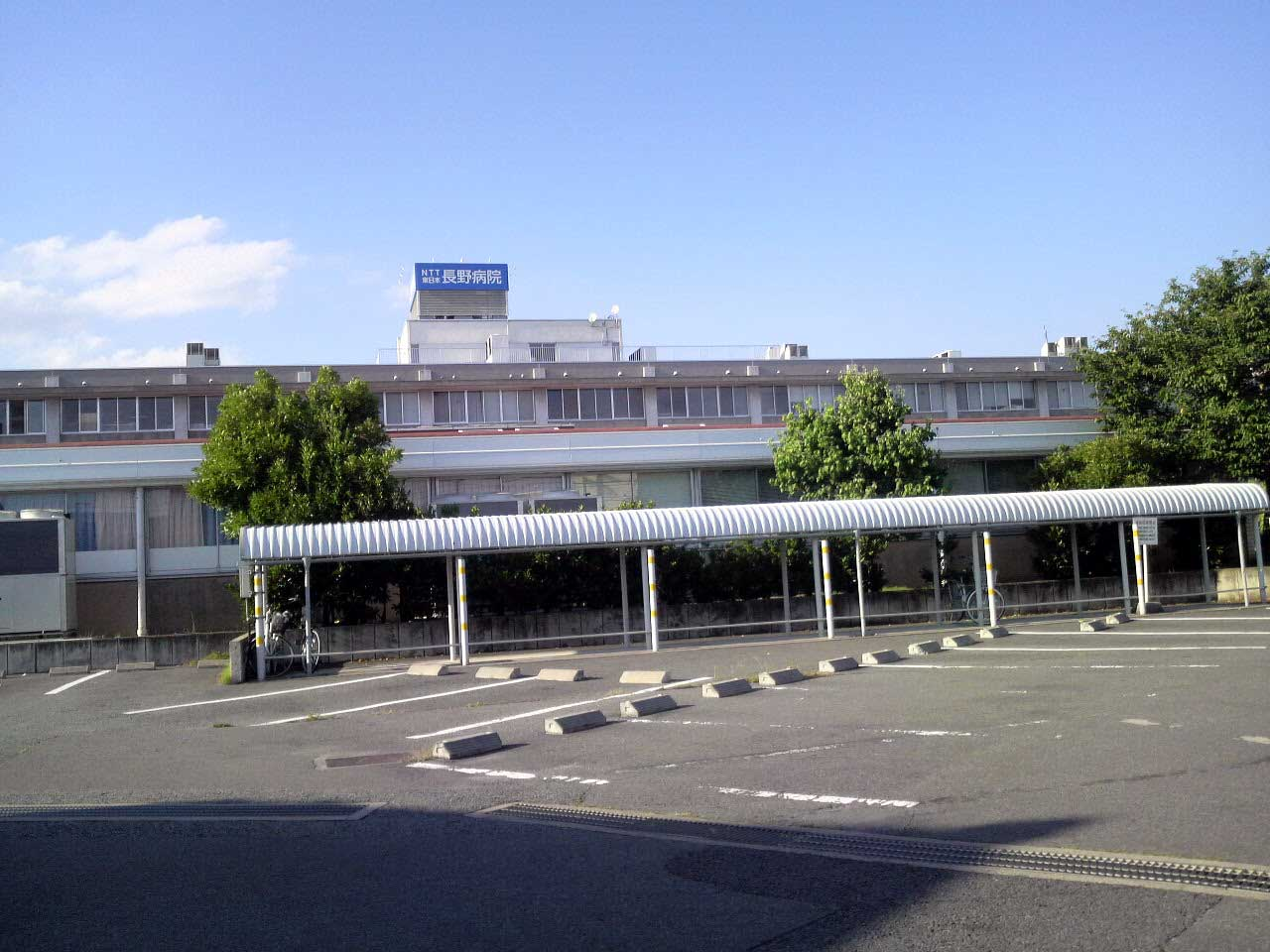
旧 NTT東日本長野病院。現在は朝日ながの病院となっている。

- 朝日ながの病院 - 旧 NTT東日本長野病院。NTT東日本から社会福祉法人ハイネスライフへの事業譲渡により[8]、2013年（平成25年）に再開院[9]。
- 長野県長野聾学校
- 長野県警察 長野中央警察署

#### 三輪二丁目
- 長野市営住宅返目団地
- 返目神社（﨤目神社） - 古くから八幡宮と称され、古野村の産土神として崇敬されてきた。1877年（明治10年）社号を﨤目神社と改称。境内には養蚕社と天満社がある[10]。

#### 三輪三丁目
- 長野電鉄 本郷駅
- 北野病院

#### 三輪四丁目
- 長野市役所 三輪支所

#### 三輪五丁目
- 長野県営住宅柳町団地
- 長野市営住宅柳町団地
- デリシア 三輪店
- 長野少年鑑別所

#### 三輪六丁目
- 長野市立城東小学校
- 長野信用金庫 善光寺下支店

#### 三輪七丁目

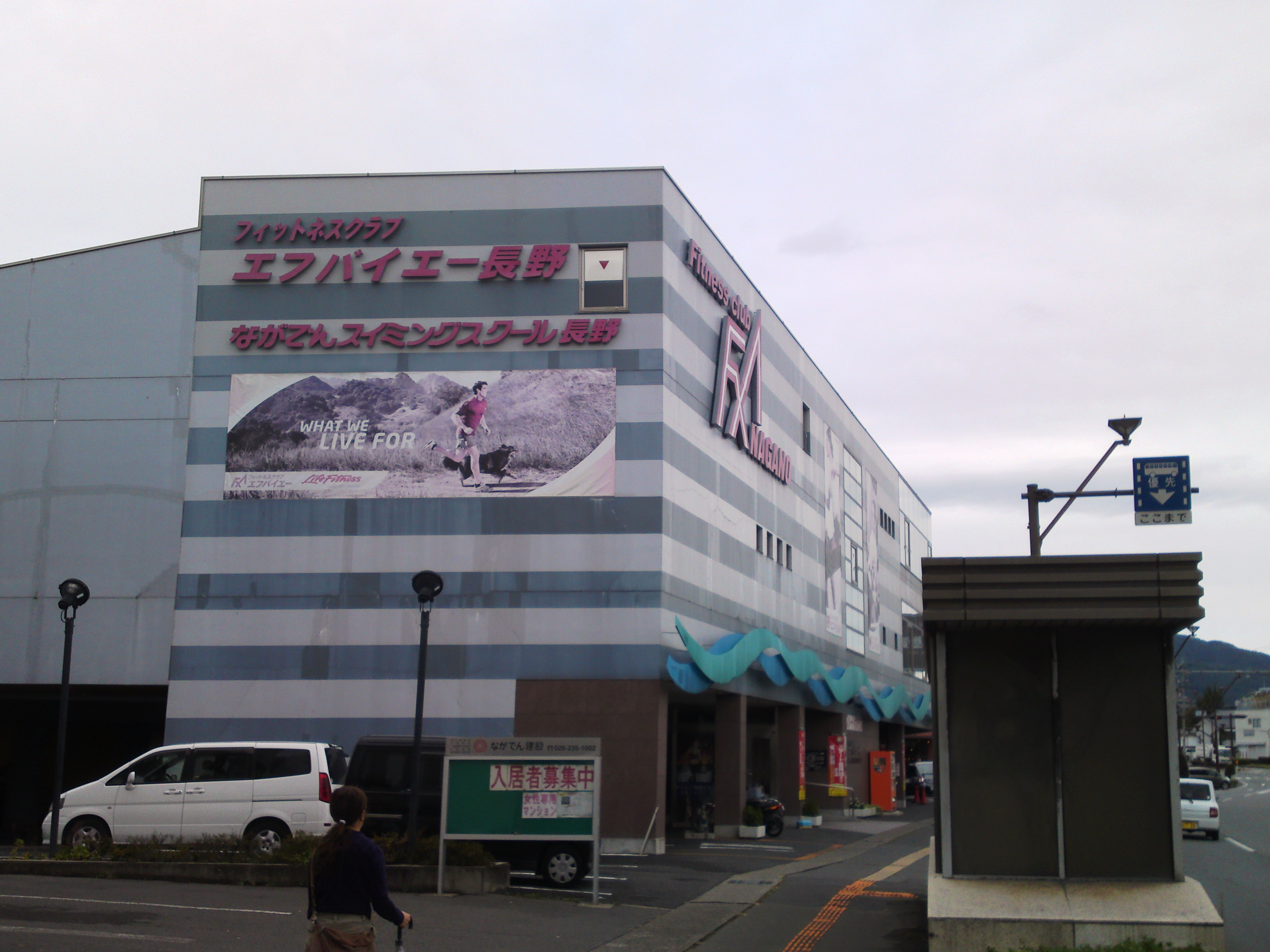
長電スイミングスクール

- 長野電鉄 善光寺下駅
- 長電建設 本社
- 長電スイミングスクール 本社
  - フィットネスクラブエフバイエー長野
  - ながでんスイミングスクール長野

#### 三輪八丁目

美和神社 - 式内社。善光寺七社の一つ
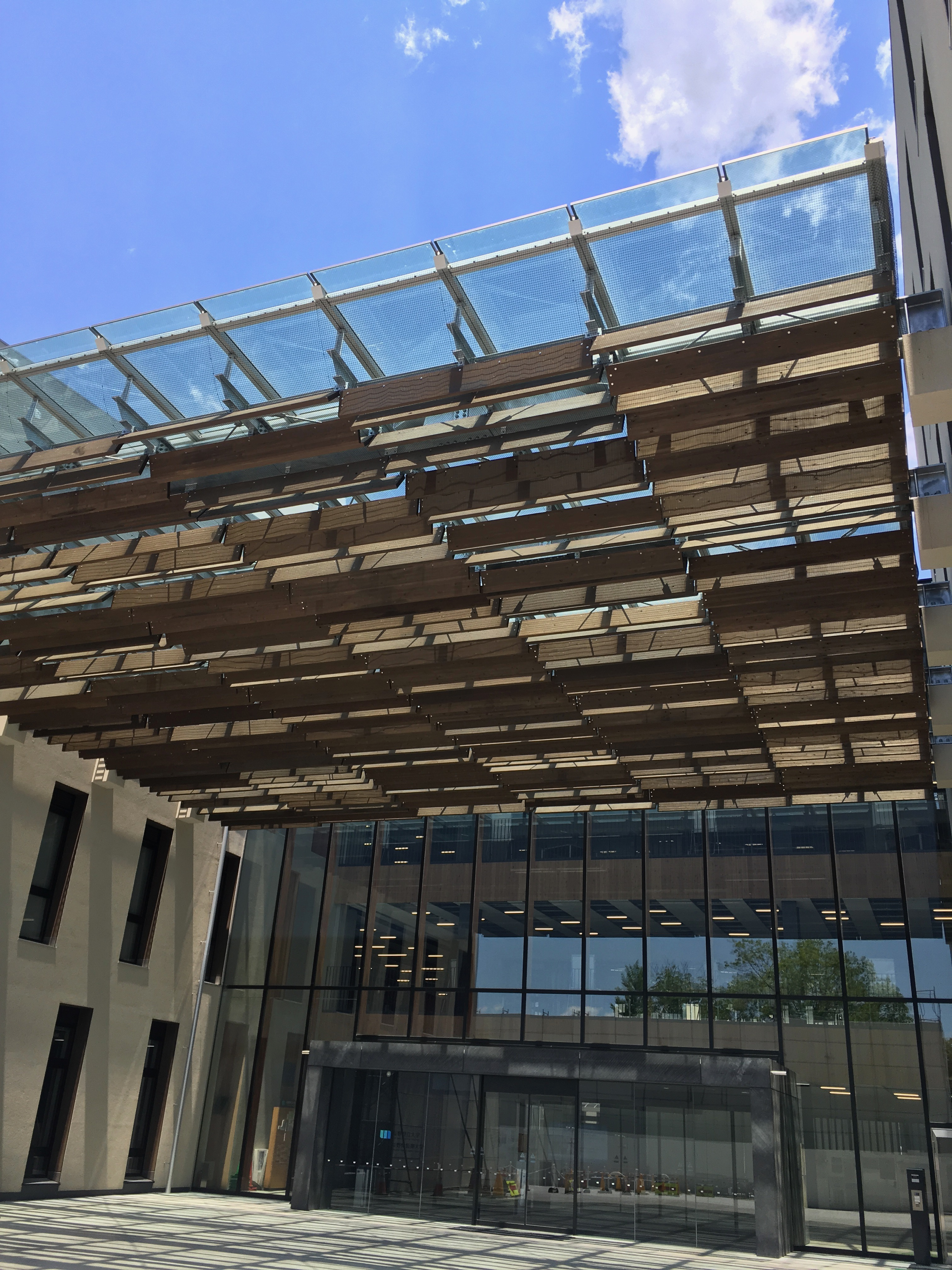
長野市立三輪小学校
- 長野市立三輪保育園
- 三輪山時丸寺 - 善光寺七院の一つ
- 円通寺
  - 時丸塚 - 善光寺七塚の一つ
- 社子神社
- 飯縄天神合殿神社
- 大定院
- 長野市立城東保育園
- 長野市立三輪体育館
- 長野県立大学
- 美和公園

- 美和神社
- 長野県立大学

#### 三輪九丁目
- 長野女子短期大学
  - 長野女子高等学校
- 長野市営住宅宇木団地
- イオンタウン長野三輪
- 八十二銀行 長野北支店
- 長野中央警察署 三輪交番
- 宇達神社 - 例祭は10月5日。花火・神楽が奉納される[10][11]。

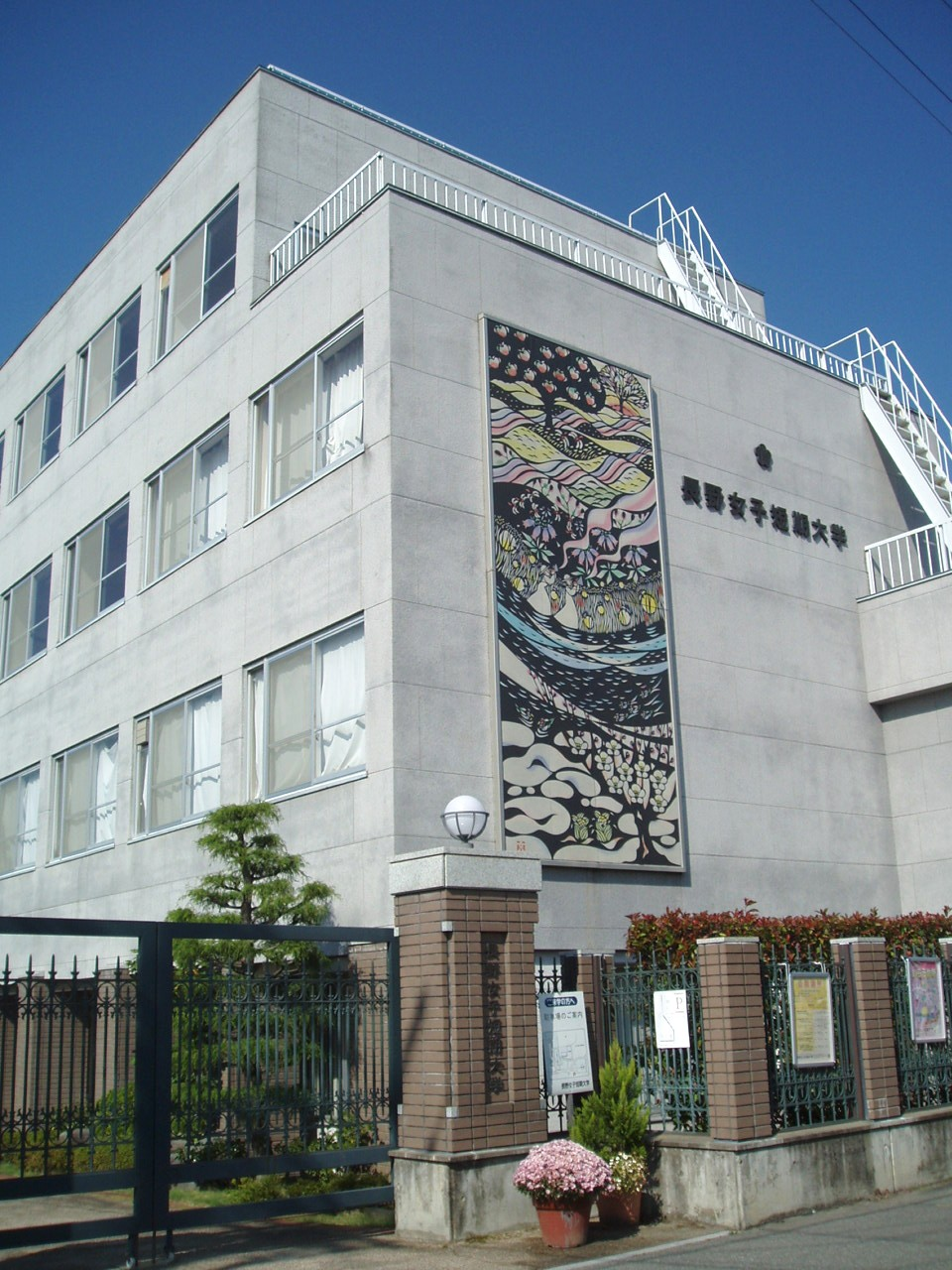
長野女子短期大学
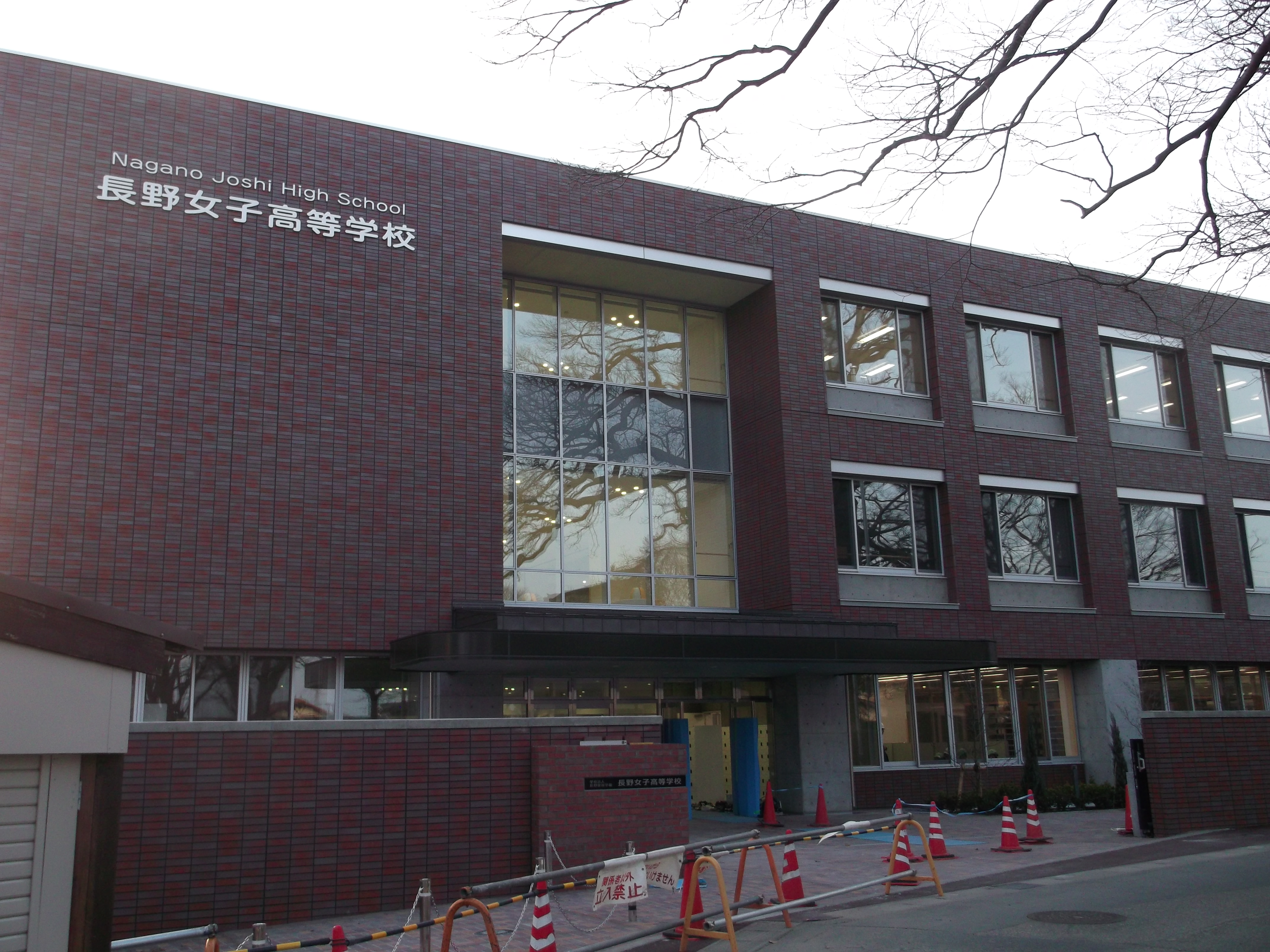
長野女子高等学校

## 荒屋
荒屋（あらや）は、三輪地区の南東部に位置する。郵便番号は380-0804。
北西縁をしなの鉄道北しなの線・北陸新幹線が通り、長野市街地と隔てられている。町の中央部を国道406号（平林街道）が東西に横切る。周囲は以下の町丁と接する。
大字三輪に属する町（通称名）であるが、郵便番号は個別に割り振られている。また、町名（通称名）のほか「荒屋神境」といった小字があるが、これらは原則用いない（省略する）ことが慣例となっている。
地区内の人口は、130世帯 273人（令和5年3月1日）。

### 交通
平林街道上に長電バスの荒屋停留所があり、以下の路線系統が利用できる。
- 長電バス
  - 51 長野駅 - 平林 - 市民病院 - 柳原

## 三輪田町
三輪田町（みわたまち）は、三輪地区の南西部に位置する。郵便番号は380-0816。
地区の中央部を長野大通りが南北に貫く。周囲は以下の町丁と接する。
大字三輪に属する町（通称名）であるが、長野市街地内の町（通称名）については住所表示の際に大字（「大字三輪」など）を省くことが多く、郵便番号も個別に割り振られている。また、町名（通称名）のほか「武井」などといった小字があるが、これらは原則用いない（省略する）ことが慣例となっている。
地区内の人口は、630世帯 1,251人（令和5年3月1日）。

### 交通
長野大通り上に長電バスの三輪田町停留所があり、以下の路線系統が利用できる。
- 長電バス
  - 55 長野駅 - 宇木 - 牟礼
  - 61 長野駅 - 宇木 - 浅川西条
  - 62 長野駅 - 宇木 - 東長野病院
  - 63 長野駅 - 宇木 - 三才駅 - 柳原
  - 64 長野駅 - 檀田 - 三才駅 - 柳原

また、近隣にある長野電鉄長野線 権堂駅・善光寺下駅も利用できる。

### 施設

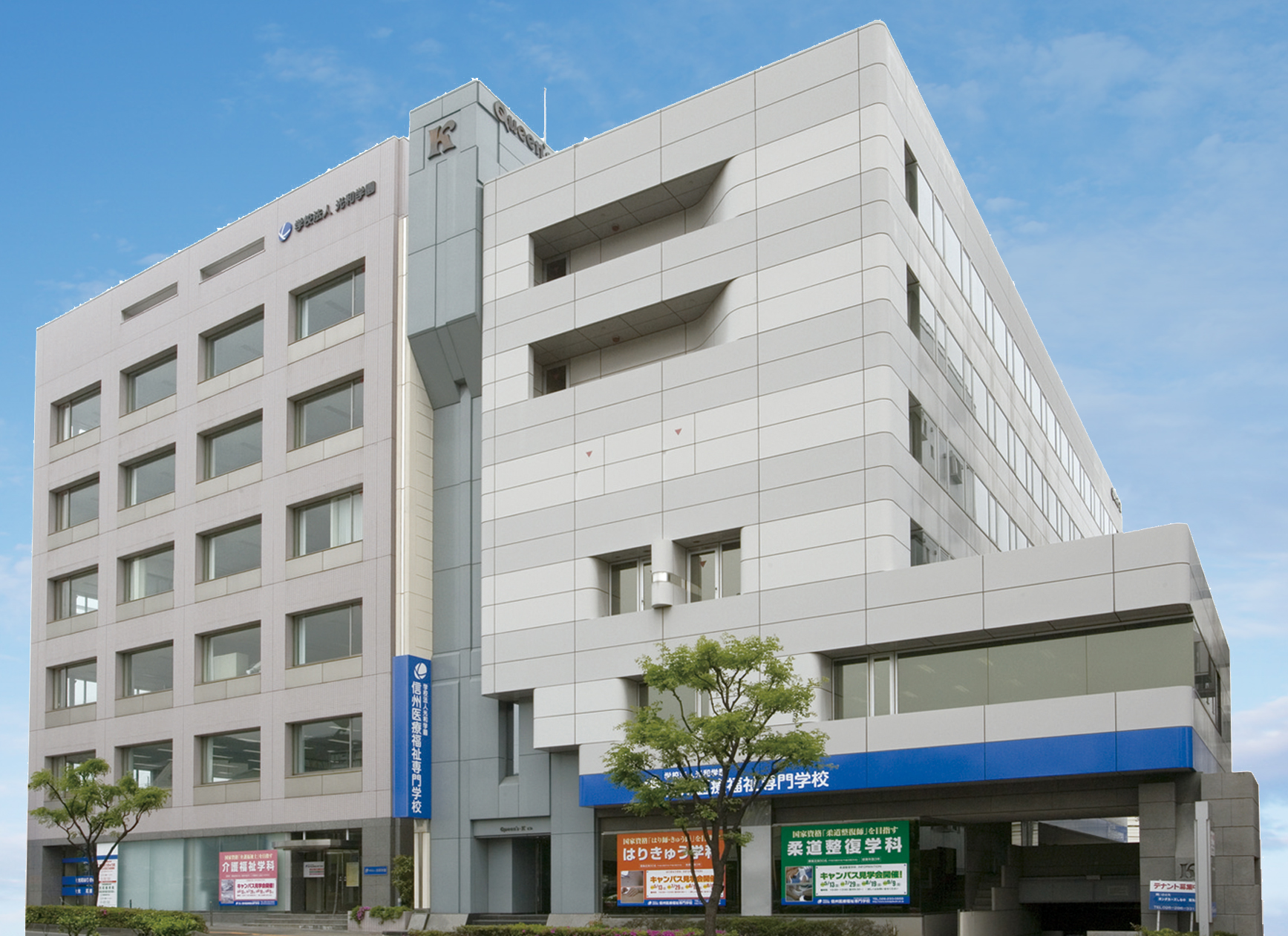
信州スポーツ医療福祉専門学校

- 日本政策金融公庫 長野支店（旧 国民生活金融公庫）
- 信州スポーツ医療福祉専門学校
- 長野県医師会 本部

## 柳町
柳町（やなぎまち）は、三輪地区の南部に位置する。単独の町名としての柳町と、大字三輪柳町、大字鶴賀柳町がある。郵便番号はいずれも380-0805。
地区の中央部を国道406号（柳町通り〜平林街道）が東西に横切り、東端をしなの鉄道北しなの線・北陸新幹線が通る。周囲は以下の町丁と接する。

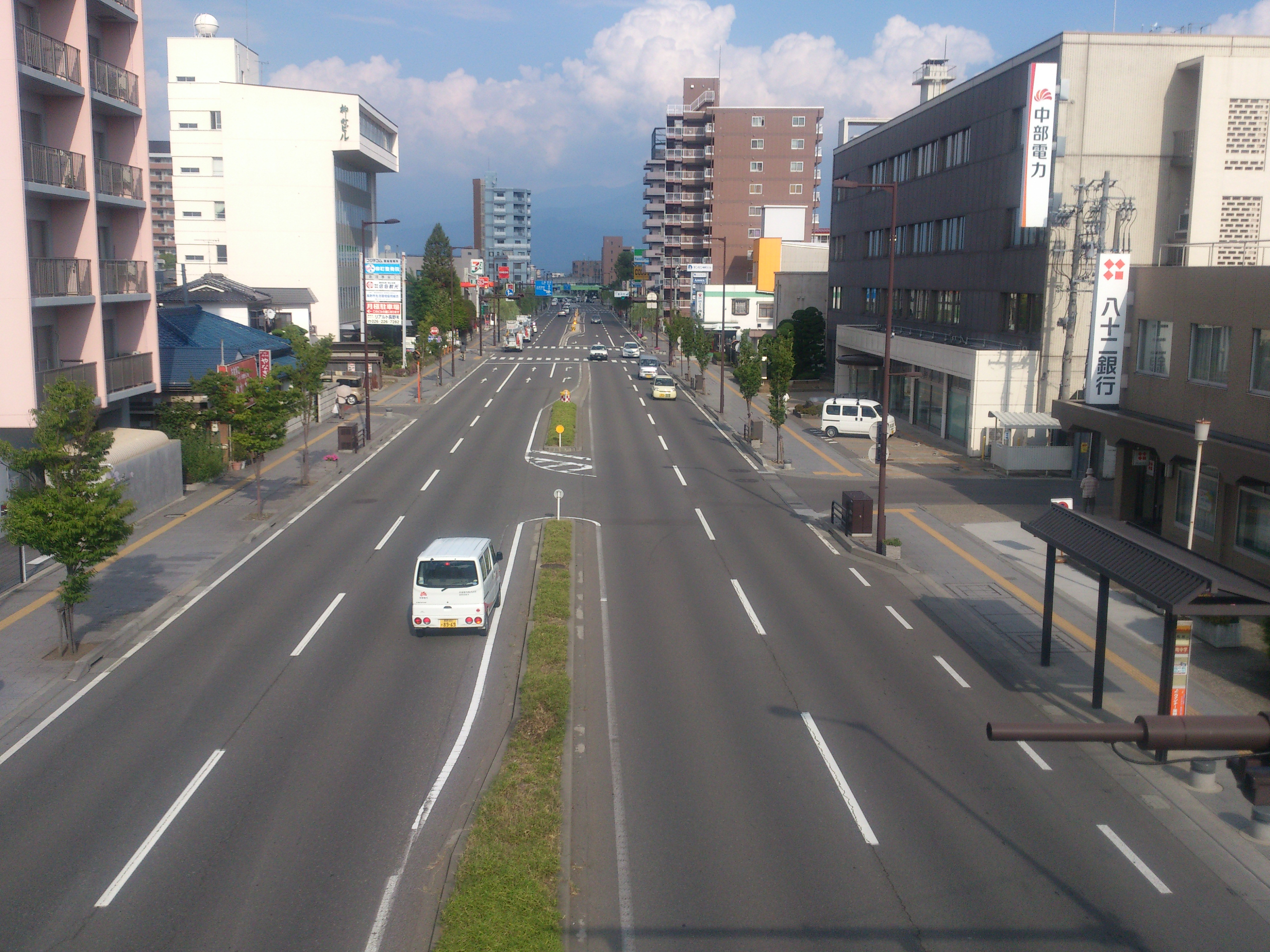
柳町通り。柳並木は写真手前の信号交差点から写真奥の歩道橋まで。

地区内の人口は、420世帯 796人（令和5年3月1日）。
町を貫く柳町通りには、もと約110本の柳が植えられていたが、2000年（平成12年）からの電線類地中化工事によってすべて伐採された。しかしながら柳町通りのシンボルとしての柳並木の復活を求める声に応え、2011年（平成23年）に、柳町町内の区間約300mに24本の柳が再植樹されている。このうち2本は銀座の柳の子孫。なお、田町町内の区間約600mについては、柳並木の復活より前に欅が植えられている。

### 交通
柳町通り上に長電バスの柳町中学・柳町団地停留所があり、以下の路線系統が利用できる。
- 長電バス
  - 51 長野駅 - 平林 - 市民病院 - 柳原
  - 52 長野駅 - 運動公園東

### 施設
- 八十二銀行 長野東支店
- 中部電力 長野支店
- 長野中央警察署 柳町交番
- 八幡屋礒五郎 本社・工場
- 長野銀行 柳町支店
- 長野市立柳町中学校